# Юсеф Шахед
Юсеф Шахед (араб. يوسف الشاهد, фр. Youssef Chahed; нар. 18 вересня 1975, Туніс) — туніський державний діяч, колишній прем'єр-міністр Тунісу 27 серпня 2016 — 27 лютого 2020.

## Біографія

### Молоді роки та освіта
Юсеф Шахед народився 18 вересня 1975 року в Тунісі. Є онуком феміністської активістки Радія Хаддад, що стала першою жінкою-членом парламенту Тунісу.
В 1998 році Шахед здобув вищу агротехнічне освіту у Національному сільськогосподарському інституті Тунісу. В 1999 році здобув диплом про вищу освіту у галузі економіки довкілля та природних ресурсів Національного агрономічного інституту Париж-Гріньон у Франції, а в 2003 році — докторський ступінь з агроекономії. У своїх наукових дослідженнях, він оцінив вплив на добробут скорочення тарифів на сільськогосподарську продукцію, застосування індексу торгових обмежень в економіці Європейського Союзу, написав свою докторську дисертацію на тему «вимір впливу лібералізації торгівлі сільськогосподарською продукцією у галузі торгівлі та добробуту».

### Кар'єра в науці
В 2003—2009 роках був професором економіки сільського господарства у Вищому інституті сільського господарства у Франції, також був запрошеним професором у багатьох університетах світу, в тому числі у Токіо та Сан-Паулу. В 2003—2015 роках міжнародний експерт у галузі сільського господарства і сільськогосподарської політики співпрацював з міжнародними організаціями, такими, як Міністерство сільського господарства США та Європейська комісія. Написав безліч наукових доповідей і статей з питань державної політики у сільському господарстві і сільськогосподарського виробництва в секторах економіки Тунісу. Особливо виділяються розробка, оцінка та контроль сільськогосподарських проектів в рамках нарощування потенціалу між Тунісом і США. Він також брав участь в реалізації багатьох спільних програм продовольчої безпеки і розвитку кооперативів в Тунісі у співпраці з міжнародними організаціями, такими як Служба інспекції здоров'я тварин і рослин, Управління з санітарного нагляду за якістю харчових продуктів і медикаментів, Агентство США з міжнародного розвитку, Кодекс Аліментаріус.

### Політична кар'єра
Після революції 2011 року та повалення президента Бен Алі, Шахед повернувся на батьківщину і став одним з членів-засновників партії «Аль-Кутб». Згодом вона об'єдналася з іншими малими партіями в партію «Аль-Джумхурі», в яку і вступив Шахед. В 2013 році він був обраний членом бюро Виконавчого ради партії «Нідаа-Туніс», спочатку під орудою президента Тунісу Беджі Каїд Ес-Себсі, а потім його сина Хафеда.
6 лютого 2015 року Шахед був призначений на посаду державного секретаря з питань рибного господарства при міністрі сільського господарства та рабальства Сааді Седдикі в уряді прем'єр-міністра Тунісу Хабіба Ессіда. Після перестановок в тому ж уряді, 12 січня 2016 року Шахед був призначений на посаду міністра у справах місцевого самоврядування. 25 травня, за рік до муніципальних виборів, він запропонував проект укрупнення муніципальних утворень, що передбачає створення 61 нового муніципалітету і має на меті перехід до 100 % охопленням населення службами міських адміністрацій.

### Посада прем'єр-міністра Тунісу
2 червня, через 33 дні після початку переговорів з ініціативи президента Беджі Каїда Ес-Себсі, національні партії та організації схвалили дорожню карту створення уряду національної єдності, після чого наступним кроком стало призначення нових міністрів і прем'єр-міністра. 30 липня члени парламенту більшістю голосів пред'явили вотум недовіри прем'єр-міністру Хабіб Ессід, критикувати за нездатність впоратися з тероризмом і проблемами в економіці.. Після 18 місяців перебування при владі Ессід подав у відставку, після чого почався 10-денний процес консультацій з пошуку кандидатури на посаду нового прем'єр-міністра. 1 серпня президент запропонував кандидатуру Юсефа Шахед на посаду нового глави уряду. Після зустрічі з лідерами політичних партій у Карфагенському палаці, 3 серпня Каїди Ес-Себсі призначив Шахед на посаду прем'єр-міністра і доручив йому в 30-денний термін почати формування нового уряду. Призначення Шахед спричинило обговорення опозицією його близьких сімейних відносин з Кадом Ес-Себсі. Однак, прес-секретар президента МДЕЗ Сінауі уточнив, що вони не є друзями і все що їх пов'язує, так це, що «син президента є братом дружини Шахед».. У промові Шахед зазначив, що «перед нами є величезні проблеми: боротьба з тероризмом, звичайно, але і відновлення туніської економіки, підірваної роками політичної нестабільності».
За 15 днів, 20 серпня Шахед представив президенту склад свого уряду, в якому було 40 посад — 26 міністрів і 14 державних секретарів, з яких 8 жінок. 26 серпня Шахед зі своїм урядом постав перед депутатами парламенту, які через 10 годин дебатів винесли йому вотум довіри. З 217 членів Зборів народних представників на засіданні були присутні 197 депутатів, з який 167 законодавців проголосували «за», 22 «проти», а п'ять утрималися. У своїй промові перед депутатами Шахед зазначив, що «нам до цих пір не вдалося досягти цілей революції. Наша молодь втратила надію, впевненість громадян у державі знизилася. Ми всі несемо відповідальність, всі маємо принести жертву. Якщо нічого не зміниться до 2017 року, ми маємо вибрати заходи жорсткої економії». При цьому, він заручився підтримкою членів партій «Нідан-Туніс», «Еннахда», «Вільний патріотичний союз», «Афек-Туніс».
27 серпня Шахед разом з членами свого уряду був приведений до присяги президентом Тунісу на церемонії в президентському палаці «Картадж» у Карфагені.. 29 серпня відбулася церемонія передачі повноважень прем'єр-міністра Тунісу від Ессід до Шахед, якому було вручено план розвитку країни на період 2016—2020 років. 31 серпня у карфагенському палаці Шахед провів перше засідання уряду, на якому було обговорено ситуацію у галузі безпеки, в тому числі боротьба з тероризмом..
У свої 40 років Шахед став сьомим прем'єром за останні шість останніх років, а також наймолодшим прем'єр-міністром в сучасній історії Тунісу з моменту здобуття незалежності від Франції в 1956 році, внаслідок чого отримав прізвисько «туніський Джастін Трюдо». Шахед вважається технократом і фахівцем з сільського господарства, але має мало політичного досвіду, при цьому є союзником президента.